# Пангда
Пангда (кит. спр. 庞达, піньїнь: Páng dá) — село побудоване Китаєм у 2020 році вздовж річки Торса. Розташоване на схід від плато Доклам біля кордону Бутан — Китай. Селище Пангда — це місце переселення прикордонних жителів, яке планується та фінансує Шанхайська робоча група допомоги Тибету. Воно розташоване в окрузі Шигацзе, Тибетський автономний район, за 35 кілометрів від округу Ядун, на висоті 2073 метри.

## історія

### Передісторія
У 2017 році індійські та китайські війська зіткнулися на плато Доклам після того, як китайці спробували прокласти дорогу через потік Дока-Ла в напрямку індійського прикордонного пункту. Після кількох поранень з обох сторін Індія і Китай відвели свої війська 18 серпня на раніше зайняті позиції, фактично припинивши протистояння. Незважаючи на деескалацію, супутникові знімки показують, що Китай продовжує розвивати і зміцнювати спірний регіон уздовж кордону.

### Село Пангда
Супутникові знімки від 28 жовтня 2020 року показують розташування села на березі річки Торса. Китайські державні ЗМІ стверджують, що мешканці нового села переїхали туди ще у вересні з села Шаньдуй повіту Ядун.
У повідомленнях ЗМІ в листопаді 2020 року йшлося про те, що село було побудоване на відстані приблизно 2 кілометрів (1,2 милі) на території Бутану без згоди Бутану, на основі аналізу супутникових знімків третьої сторони. Пізніше міністерство закордонних справ Китаю, бутанський уряд і посол Бутану в Індії спростували ці повідомлення, заявивши, що «на території Бутану немає жодного китайського села». Після заперечення зазіхань Пангди на бутанський кордон китайські ЗМІ зобразили ці звинувачення як спробу Індії посіяти розбрат між Бутаном і Китаєм і вбити клин між двома країнами.
Після початкового будівництва в селі розпочалося нове будівництво. Переважно це був кластер з 38 нових будинків на північ від основного поселення, будівництво якого було завершено в листопаді 2021 року. Згідно з офіційними китайськими заявами, село було класифіковане як «сяокан», тобто помірно заможне.

## Географія
Село Пангда було побудоване безпосередньо на березі річки Торса, за 10 км на південь від будь-якого іншого китайського поселення в цьому регіоні. Воно було побудоване на піщаному березі і розташоване в річковій долині у Східних Гімалаях. З села веде одна дорога, а для того, щоб паводкові води не потрапляли в село, було збудовано невелику підпірну стіну.

## Демографія
За даними китайських державних ЗМІ, у селі 27 домогосподарств і загалом 124 людини. У селі є дві адміністративні будівлі, і повідомляється, що селяни переважно зайняті в туризмі, рибальстві та прикордонній службі.

## Карта
1. ↑  Shaurya Karanbir Gurung (3 липня 2017), Behind China's Sikkim aggression, a plan to isolate Northeast from rest of India, Economic Times, архів оригіналу за 24 серпня 2017
2. ↑  India, China agree to pull back troops to resolve tense border dispute [Архівовано 29 серпня 2017 у Wayback Machine.], The Washington Post, 28 August 2017
3. 1 2 3 4  James Griffiths and Manveena Suri. Satellite images appear to show China developing area along disputed border with India and Bhutan. CNN. Процитовано 24 листопада 2020.
4. 1 2 3 4  Krishnan, Ananth (23 листопада 2020). China’s media show new Bhutan border village built in disputed territory. The Hindu (en-IN) . ISSN 0971-751X. Процитовано 24 листопада 2020.
5. ↑  China Sets Up Village Within Bhutan, 9 Km From Doklam Face-Off Site. NDTV.com. Процитовано 24 листопада 2020.
6. 1 2 3  Zhen, Liu; Purohit, Kunal (6 грудня 2020). Near the China-Bhutan-India border, a new village is drawing attention to old disputes. South China Morning Post. Процитовано 7 грудня 2020.
7. ↑  Seidel, Jamie (25 листопада 2020). Photo reveals village that shouldn’t exist: Chinese village built on disputed territory in Bhutan. news.com.au.
8. ↑  Sneak peek into new Chinese villages near Bhutan border. India Today. 10 грудня 2021. Процитовано 27 березня 2022.
9. ↑  China encroaches into Bhutanese territory, may have similar plans in other neighbouring countries: Reports. ANI News. 20 грудня 2021. Процитовано 27 березня 2022.
10. ↑  Why so much interest in new village near the China-Bhutan-India border?. South China Morning Post (англ.). 6 грудня 2020. Процитовано 10 грудня 2020.